# Оконное преобразование Фурье
Оконное преобразование Фурье — разновидность преобразования Фурье, определяемая следующим образом:
{\displaystyle F(t,\omega )=\int \limits _{-\infty }^{\infty }f(\tau )W(\tau -t)e^{-i\omega \tau }\,d\tau ,}
где {\displaystyle W(\tau -t)} — некоторая оконная функция.
В случае дискретного преобразования оконная функция используется аналогично:
{\displaystyle F(m,\omega )=\sum _{n=-\infty }^{\infty }f[n]w[n-m]e^{-j\omega n}}
Существует множество математических формул, визуально улучшающих частотный спектр на разрыве границ окна. Для этого применяются преобразования: треугольное (Бартлетта), синус-окно, синус в кубе, синус в 4-й степени, преобразование Парзена, Уэлча, Гаусса, Хеннинга, приподнятый косинус (Хэмминга), Чебышева, с пульсациями, Розенфилда, Блэкмана-Харриса, горизонтальное и с плоской вершиной. Также существует методика по взаимному перекрытию окон, при этом обычно можно выбрать сколько семплов из предыдущего окна будет усреднено с текущим окном.

## Применение
На практике нет возможности получить сигнал на бесконечном интервале, так как нет возможности узнать, какой был сигнал до включения устройства и какой он будет в будущем. Ограничение интервала анализа равносильно произведению исходного сигнала на прямоугольную оконную функцию. Таким образом, результатом оконного преобразования Фурье является не спектр исходного сигнала, а спектр произведения сигнала и оконной функции. В результате возникает эффект, называемый растеканием спектра сигнала. Опасность заключается в том, что боковые лепестки сигнала более высокой амплитуды могут маскировать присутствие других сигналов меньшей амплитуды.
Для борьбы с растеканием спектра применяют более гладкую оконную функцию, спектр которой имеет более широкий главный лепесток и низкий уровень боковых лепестков. Спектр, полученный при помощи оконного преобразования Фурье, является сверткой спектра исходного идеального сигнала и спектра оконной функции.
Искажения, вносимые применением окон, определяются размером окна и его формой. Выделяют следующие основные свойства оконных функций: ширина главного лепестка по уровню −3 дБ, ширина главного лепестка по нулевому уровню, максимальный уровень боковых лепестков, коэффициент ослабления оконной функции.
Оконное преобразование Фурье применяется в связи для синтеза частотных фильтров, например, в методе частотного мультиплексирования с множеством несущих, использующим банк (гребёнку) частотных фильтров FBMC.

## Частотно-временное разрешение
При использовании оконного преобразования Фурье невозможно одновременно обеспечить хорошее разрешение по времени и по частоте. Чем уже окно, тем выше разрешение по времени и ниже разрешение по частоте.

Сравнение оконного преобразования Фурье с разными окнами. Слева (узкое окно) — хорошее разрешение по времени, справа (более широкое окно) — хорошее разрешение по частоте.

Разрешение по осям является постоянным. Это нежелательно для ряда задач, в которых информация по частотам распределена неравномерно. В таких задачах в качестве альтернативы оконному преобразованию Фурье может использоваться вейвлет-преобразование, временное разрешение которого увеличивается с частотой (частотное снижается).

## Типы оконных функций

### Прямоугольное окно
{\displaystyle w(n)=\left\{{\begin{matrix}1,&n\in [0,N-1]\\0,&n\notin [0,N-1]\\\end{matrix}}\right.}

Прямоугольное окно; B=1.00

Получается автоматически при ограничении выборки N отсчетами. Максимальный уровень боковых лепестков частотной характеристики: −13.26 дБ.

### Окно Ханна (Хеннинга)
{\displaystyle w(n)=0.5\;\left(1-\cos \left({\frac {2\pi n}{N-1}}\right)\right)}

Окно Ханна; B = 1.50

где N — ширина окна. Уровень боковых лепестков: −31.5 дБ.

### ОкноХэмминга

Окно Хэмминга

{\displaystyle w(n)=0.53836-0.46164\;\cos \left({\frac {2\pi n}{N-1}}\right)}
Уровень боковых лепестков: −42 дБ.

### Окно Блэкмана
{\displaystyle w(n)=a_{0}-a_{1}\cos \left({\frac {2\pi n}{N-1}}\right)+a_{2}\cos \left({\frac {4\pi n}{N-1}}\right)}
{\displaystyle a_{0}={\frac {1-\alpha }{2}};\quad a_{1}={\frac {1}{2}};\quad a_{2}={\frac {\alpha }{2}}}

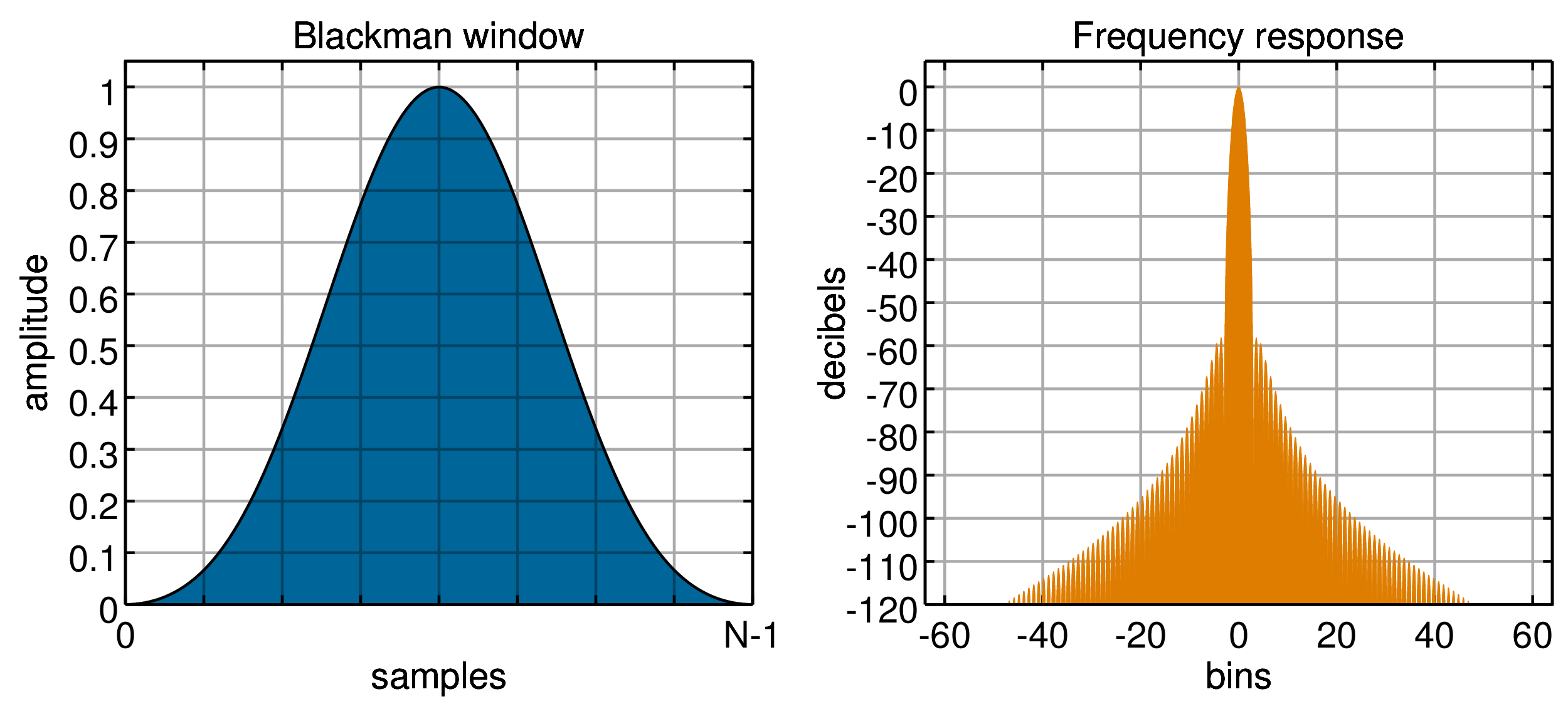
Окно Блэкмана; α = 0.16; B=1.73

Уровень боковых лепестков: −58 дБ (α=0.16).

### Окно Кайзера

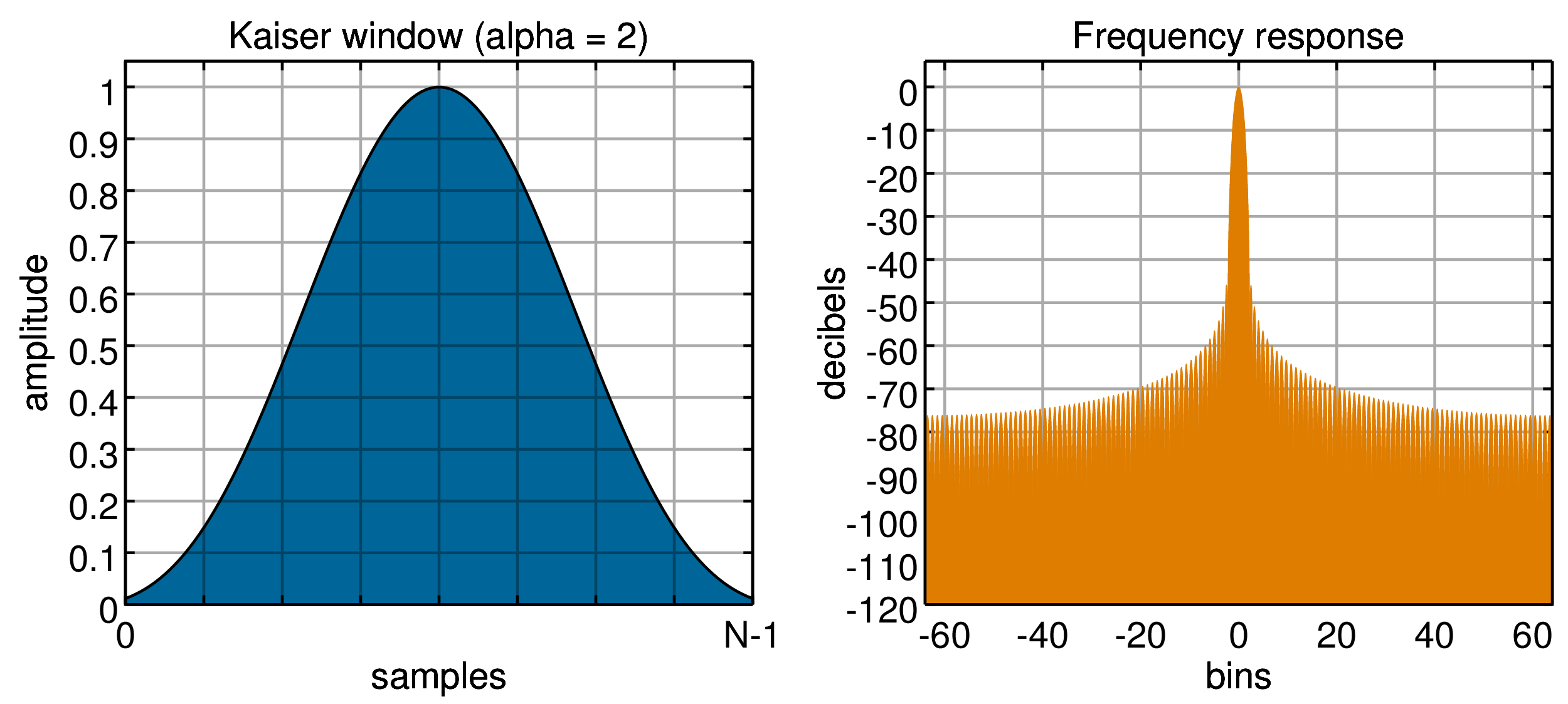
Окно Кайзера, α =2; B=1.5

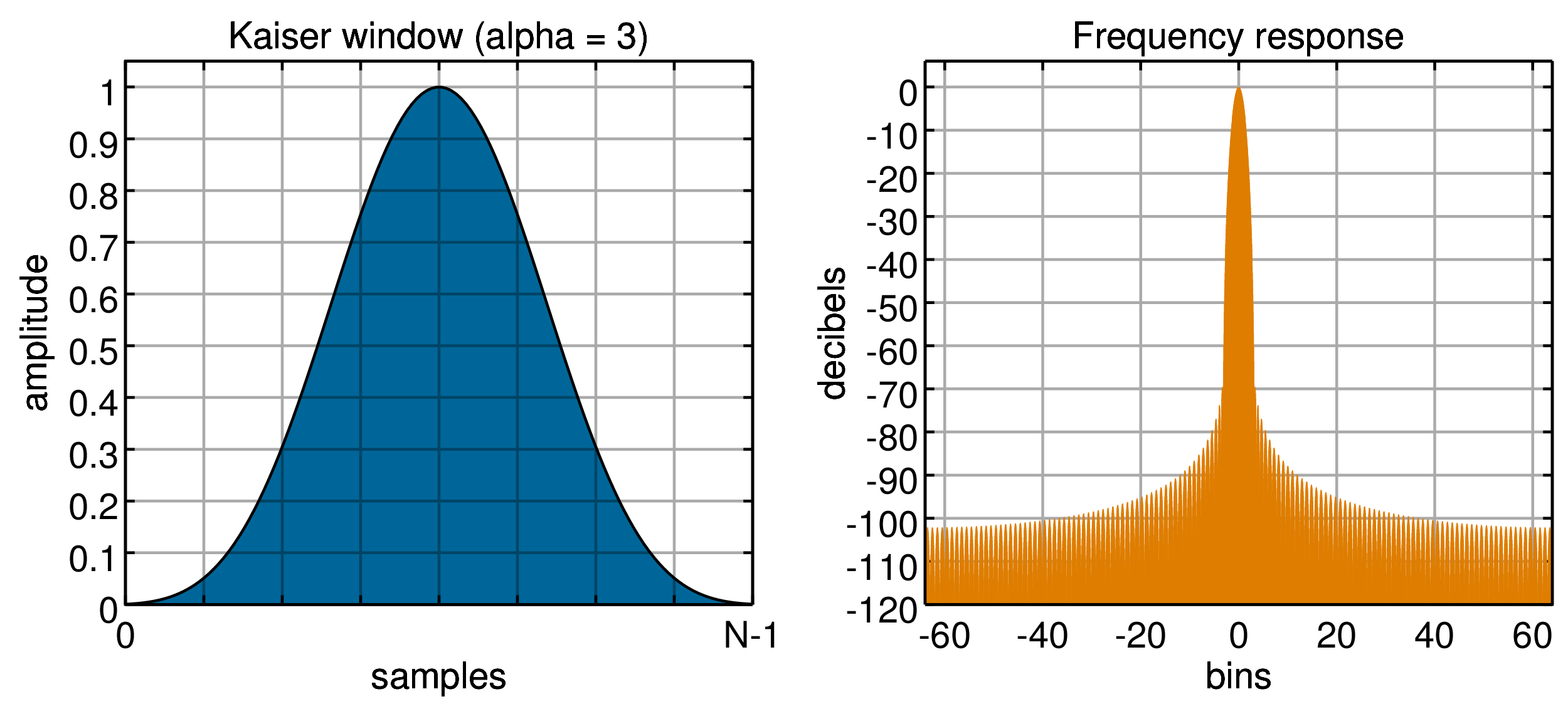
Окно Кайзера, α =3; B=1.8

{\displaystyle w(n)={\frac {|I_{0}\left(\beta {\sqrt {1-\left({\frac {2n-N+1}{N-1}}\right)^{2}}}\right)|}{|I_{0}(\beta )|}}}
где {\displaystyle I_{0}} — модифицированная функция Бесселя первого рода нулевого порядка; {\displaystyle \beta } — коэффициент определяющий долю энергии, сосредоточенной в главном лепестке спектра оконной функции. Чем больше {\displaystyle \beta } тем больше доля энергии, и шире главный лепесток, и меньше уровень боковых лепестков. На практике используются значения от 4 до 9.

## Реализация
Для оконного преобразования Фурье в цифровом виде может применяться не только взвешивание каждого цифрового отсчета в процессе формирования свертки, но и эквивалентное весовое суммирование откликов преобразования Фурье.
К примеру взвешивание окном Ханна (Хеннинга) и окном Хэмминга может быть представлено в виде:
{\displaystyle w={\frac {U_{1}+\beta U_{2}+U_{3}}{\beta }}},
где {\displaystyle U_{1}}, {\displaystyle U_{2}}, {\displaystyle U_{3}} — исходные отклики преобразования Фурье, {\displaystyle w} — результат оконного преобразования, {\displaystyle \beta =2} соответствует окну Ханна (Хеннинга), {\displaystyle \beta =0.53836/0.23082} — окну Хэмминга.
Реализация указанного взвешивания осуществляется в режиме скользящего окна по массиву откликов преобразования Фурье.